# 橋本エイジ
橋本 エイジ（はしもと エイジ、1978年1月20日 - ）は、日本の漫画家。埼玉県さいたま市出身。男性。

## 来歴
2002年、「ヒットマンブルース」で『ヤングマガジンアッパーズ』主催の第11回新人漫画賞にて入選を受賞後、同作品でデビュー。
2009年、『月刊ヤングキング』（少年画報社）にて『学園兵器ミツマル』を連載開始。同2009年、『週刊コミックバンチ』（新潮社）にて『天翔の龍馬』（原作：梅村真也）を連載。『天翔の龍馬』は掲載誌の休刊により2010年8月をもって連載終了。
2010年10月、徳間書店から新創刊された『月刊コミックゼノン』にて『ちるらん 新撰組鎮魂歌』（原作：梅村真也）を同年12月号より連載開始。
『TOKYO23』がWOWOWミッドナイト☆ドラマ枠にてドラマ化され、2010年の9月から10月にかけて全5話を放映。
2011年10月、YouTubeチャンネル「橋本エイジ」を開設。主にゲームの生配信を行っている。

## 作品リスト

### 漫画
- キャリア・アップ（日本文芸社、『漫画パチスロ大連勝』、全1巻）
- 10−23後継者（日本文芸社、『漫画パチスロ大連勝』、未単行本化）
- スロプロ5（日本文芸社、『漫画パチスロ大連勝』、未単行本化）
- なるナレ（双葉社、『漫画パチスロV7』、未単行本化）
- E.D.D（少年画報社、『ヤングキング』2006年8号 - 2006年20号→『月刊ヤングキング』2006年12月号 - 2009年1月号、全5巻）
- TOKYO23（原作：嵐田武、新潮社、『週刊コミックバンチ』2008年331号 - 2009年366号、全3巻）
- 学園兵器ミツマル（少年画報社、『月刊ヤングキング』2009年4月号 - 2011年9月号、全3巻）
  - ドラトラ（少年画報社、『ヤングキング』2011年4号 - 5号[4]） - 『学園兵器ミツマル』の番外編となる前後編[4]
- 天翔の龍馬（原作：梅村真也、新潮社、『週刊コミックバンチ』2009年42・43合併号[2] - 2010年39号、全5巻）
- ちるらん 新撰組鎮魂歌（原作：梅村真也、徳間書店、『月刊コミックゼノン』2010年12月号[3] - 2023年6月号[5]、全36巻）
- 喧嘩番長5〜漢の法則〜（少年画報社、『月刊ヤングキング』2011年3月号[6]） - 読み切り、ゲームのコミカライズ[6]
- 一休（少年画報社、『ヤングキング』2011年13号 - 2012年12号、全2巻） - 前後編掲載後連載化[7]
- 紺碧のプリズナー（少年画報社、『ヤングキング』2012年18号[8] - 2014年2号、全2巻）
- 乱破〜ヤンキー忍風帖〜（秋田書店、『週刊少年チャンピオン』2024年43号[9] - 、既刊4巻）
- 終末、なに食べる？（原作：梅村真也、漫画：ヨコヤマノブオ、『別冊ヤングチャンピオン』2025年9月号[10] - ） - ネーム協力担当[10]。

### その他
- 惑星のさみだれ 完結記念特別小冊子（『ヤングキングアワーズ』2010年9月号・10月号応募者全員サービス[11]）
- 『ヤングキング』2011年4号巻末コーナー「YKクローズアップインタビュー」 - 橋本のインタビュー掲載[4]
- トレーディングアーケードカードゲーム「戦国大戦-1582 日輪、本能寺より出ずる-」のカードイラスト（『月刊コミックゼノン』2012年12月号付録[12]） - 蜂須賀正勝を担当[12]
- ブラッドラッド（第3話エンドカード）
- 『ヤングエース』2017年12月号 - 山高守人と橋本の対談を掲載[13]

## 活動
- 2012年10月27日、吉祥寺CAFE ZENONで開催された『月刊コミックゼノン』読者交流イベント「ゼノンファン感謝祭」に参加[14]。